# Senjūrō Hayashi
Senjūrō Hayashi, född 1876, död 1943, var en japansk politiker. Han var Japans premiärminister mellan 1937 och 1937. 